# Llapis òptic
Un llapis òptic és un perifèric informàtic d'entrada molt semblant a una ploma ordinària, que s'utilitza sobre la pantalla d'un ordinador o sobre altres superfícies per a llegir-les o fer-lo servir de dispositiu apuntador. Aquest perifèric és habitualment emprat per substituir al ratolí o amb menor èxit, a la tauleta gràfica.
Està connectat a un cable elèctric i requereix un programari especial per al seu funcionament. Fent que el llapis toqui el monitor l'usuari pot triar les ordres dels programes (l'equivalent a un clic del ratolí), tant pressionant un botó en un costat del llapis òptic o bé pressionant el llapis contra la superfície de la pantalla.

## Funcionament
Es creia fa molt de temps que aquest perifèric podria funcionar amb qualsevol pantalla basada en CRT, però no amb les pantalles de cristall líquid, els projectors o altres dispositius de visualització. No obstant això, el 2011, Fairlight Instruments va llançar el seu Fairlight CMI-30A, que utilitzi un monitor LCD de 17 polzades, controlable amb llapis òptics.
El llapis conté sensors lluminosos i envia un senyal a lordinador cada vegada que registra una llum, per exemple en tocar la pantalla quan els píxels no negres que es troben sota la punta del llapis són refrescats pel feix delectrons de la pantalla. La pantalla de l'ordinador no s'il·lumina totalment al mateix temps, sinó que el feix d'electrons que il·lumina els píxels els recorre línia per línia, totes en un espai de 1/50 de segon. Detectant el moment en què el feix d'electrons passa sota la punta del llapis òptic, l'ordinador pot determinar la posició del llapis a la pantalla. El llapis no requereix una pantalla ni un recobriment especials com pot ser el cas duna pantalla tàctil, però té el desavantatge que sostenir el llapis contra la pantalla durant períodes llargs de temps arriba a cansar lusuari.
Els llapis òptics moderns ofereixen una connexió bluetooth amb el dispositiu, cosa que millora la usabilitat del llapis.

## Història
El llapis òptic va ser creat l'any 1952 com a part de la Computadora Whirlwind, desenvolupat per l'Institut Tecnològic de Massachusetts. Es va fer bastant popular durant els anys 1980, quan es va utilitzar en el Fairlight CMI i el BBC Micro. El llapis òptic va ser compatible també amb diverses targetes gràfiques dels ordinadors personals IBM, incloent la Color Graphics Adapter (CGA), la Hercules Graphics Card (HGC), i la Enhanced Graphics Adapter (EGA). També cal mencionar el llapis òptic dissenyat i construït per Ivan Sutherland, reconegut per ser el pare de la computació gràfica. Ivan Sutherland l'any 1962 va desenvolupar el programa Sketchpad. Aquest programa va ser el primer que va permetre la manipulació de la pantalla de l'ordinador directe utilitzant un llapis òptic. El llapis òptic feia servir una llum especial que permetia dibuixar directament sobre la pantalla de l'ordinador figures geomètriques.
Des de 1984, els concursants del concurs de televisió Jeopardy! utilitzen llapis òptics per escriure les seves apostes.

## Descripció
Està connectat a un cable elèctric i requereix un programari especial per al seu funcionament. Fent que el llapis toqui el monitor l'usuari pot triar les ordres dels programes (l'equivalent a un clic del ratolí), bé pressionant un botó en un costat del llapis òptic o pressionant el llapis contra la superfície de la pantalla. El llapis conté sensors lluminosos i envia un senyal a la computadora cada vegada que registra una llum, per exemple al tocar la pantalla quan els píxels no negres que es troben sota la punta del llapis són refrescats pel feix d'electrons de la pantalla.
El llapis conté sensors lluminosos i envia un senyal a la computadora cada vegada que registra una llum, per exemple en tocar la pantalla quan els píxels no negres que es troben sota la punta del llapis són refrescats pel feix d'electrons de la pantalla. La pantalla de la computadora no s'il·lumina íntegrament al mateix temps, sinó que el feix d'electrons que il·lumina els píxels els recorre línia per línia, totes en un espai d'1/50 de segon. Detectant el moment en què el feix d'electrons passa sota la punta del llapis òptic, la computadora pot determinar la posició del llapis en la pantalla. El llapis no requereix una pantalla ni un recobriment especials com pot ser el cas d'una pantalla tàctil, però té el desavantatge que sostenir el llapis contra la pantalla durant períodes llargs de temps arriba a cansar a l'usuari.

## Incompatibilitats
Atès que els llapis òptics operen mitjançant la detecció de llum emesa pels fòsfors de la pantalla, hi ha d'haver un cert nivell d'intensitat en la posició de les coordenades per a ser seleccionat; en cas contrari, el llapis no s'activarà.
Es va creure durant molt temps que aquest perifèric podria funcionar amb qualsevol pantalla basada en CRT, però no amb les pantalles de cristall líquid, els projectors, o altres dispositius de visualització. No obstant això, el 2011 l'empresa Fairlight Instruments va llançar el seu Fairlight CMI-30A, que usava un monitor LCD de 17 polzades, controlable amb llapis òptic.